# M People
M People er en House/Dance-gruppe fra Storbritannien. Gruppen havde et stort hit med nummeret "Moving on Up" fra 1993.

## Diskografi
- Northern soul (1991)
- Elegant slumming (1993)
- Bizarre fruit (1994)
- Bizarre fruit II (1994)
- Fresco (1997)

| Musikgruppe | Spire Denne artikel om en britisk musikgruppe er en spire som bør udbygges. Du er velkommen til at hjælpe Wikipedia ved at udvide den. |